# Natureman Triathlon

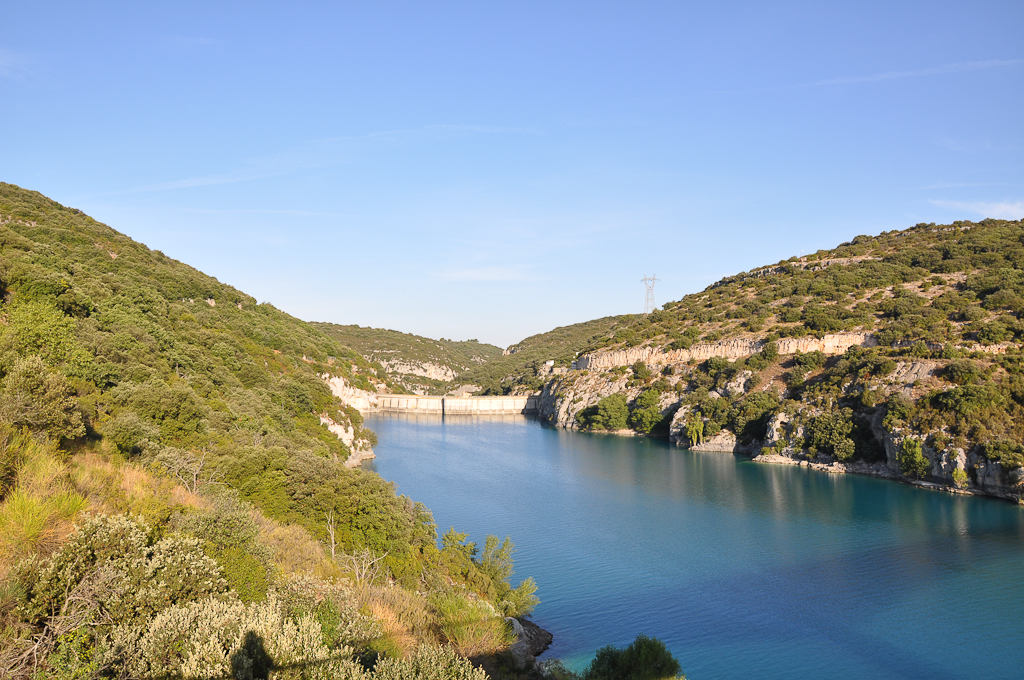
Lac de Sainte-Croix mit der Staumauer

Der NaturemanTriathlon ist eine Triathlon-Sportveranstaltung über die Mitteldistanz in Les Salles-sur-Verdon am Lac de Sainte-Croix, Département Var. Der Wettkampf findet seit 2012 jährlich im Oktober statt.

## Organisation
Die Organisatoren bieten an einem Wochenende im Oktober drei verschiedene Wettkämpfe an. Es starteten 2015 ca. 2200 Teilnehmer. Die ursprünglich geplante Sprintdistanz wird nicht mehr angeboten. Den Streckenrekord halten seit 2015 Mike Aigroz in 4:04:36 Std. bei den Männern und seit 2016 Jeanne Collonge mit 4:42:57 bei den Frauen über die Halbdistanz.

## Streckenverlauf
- Die Schwimmdistanz umfasst eine Runde von 2300 Metern im Lac de Sainte-Croix.
- Die Raddistanz über 90 km führt durch die Seealpen und die Verdonschlucht mit 1338 Höhenmetern[2].
- Der Lauf über 19,5 km im hügeligen und unwegsamen Gelände hat 227 Höhenmeter.[3][4][5]

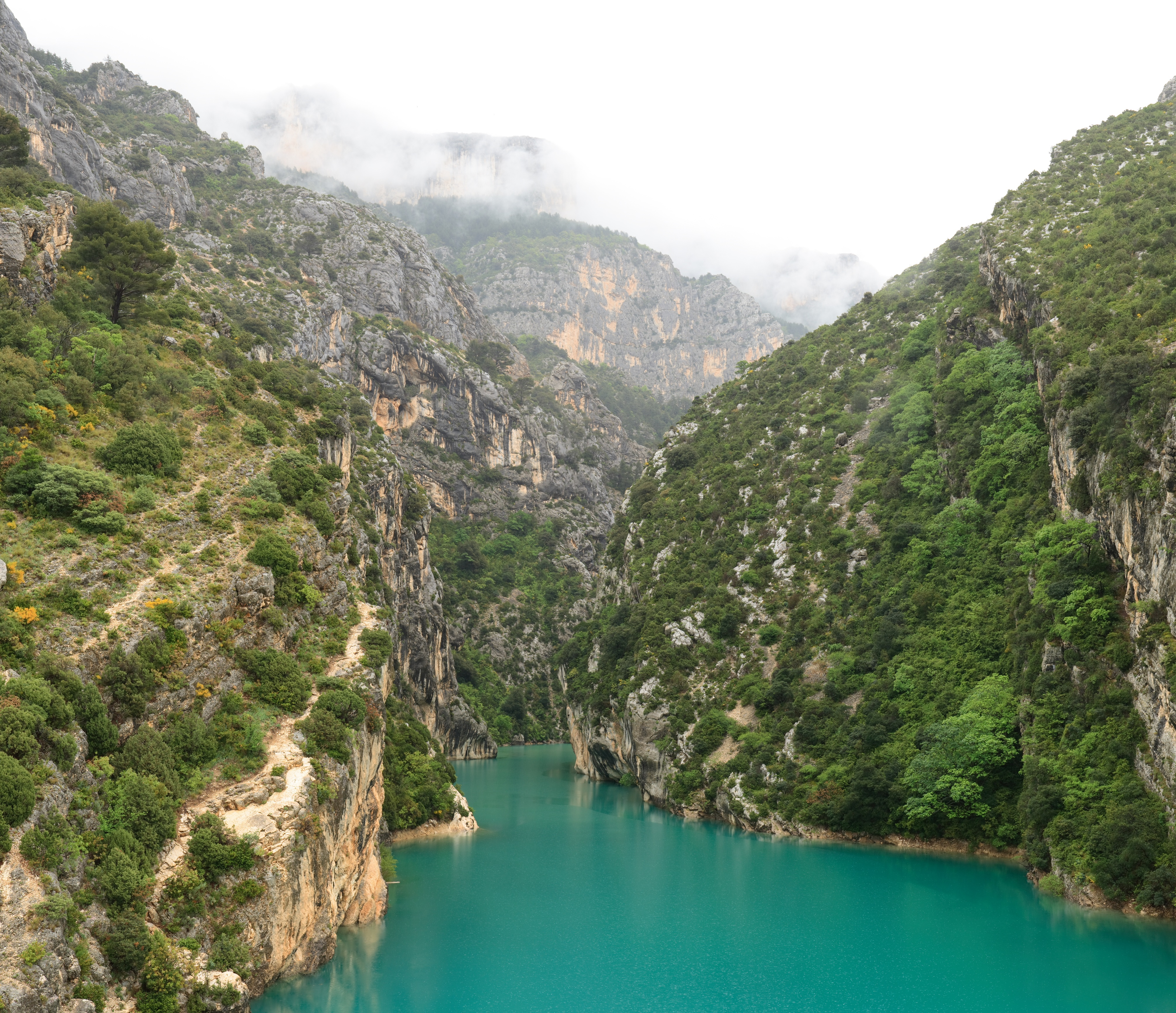
Stausee mit Blick auf die Verdonschlucht